# 克拉斯·蓬图斯·阿诺尔德松
克拉斯·蓬图斯·阿诺尔德松（瑞典語：Klas Pontus Arnoldson，1844年10月27日—1916年2月20日），瑞典作家、新闻记者、政治家，1908年获诺贝尔和平奖。